# (31272) Makosinski
(31272) Makosinski est un astéroïde de la ceinture principale.

## Description
(31272) Makosinski est un astéroïde de la ceinture principale. Il fut découvert le 20 mars 1998 à Socorro (Nouveau-Mexique) par le projet LINEAR. Il présente une orbite caractérisée par un demi-grand axe de 3,11 UA, une excentricité de 0,15 et une inclinaison de 1,2° par rapport à l'écliptique.

## Compléments